# Health24
Health24 — хмарний медичний інформаційний сервіс, що складається з медичної інформаційної системи (МІС) та порталу запису до лікаря.
Медична інформаційна система необхідна для реалізації медичної реформи в Україні, зокрема, для роботи закладів охорони здоров'я в електронній системі охорони здоров'я (eHealth). Завдяки МІС відбувається передача даних до Центральної бази даних eHealth. Медична інформаційна система Health24 має простий, інтуїтивно зрозумілий інтерфейс, який дозволяє створювати медичні записи, електронні направлення, медичні висновки про тимчасову непрацездатність (для формування електронних лікарняних), електронні рецепти тощо, забезпечує зберігання даних в медичній картці пацієнта.
Розробником IT-продукту є компанія «Здоров'я 24», яка входить до складу групи компаній E-Tech, що має та розвиває також проекти E-Tender та E-Docs[ангажоване джерело].

## Історія
Компанія «Здоров'я 24» створена 18 березня 2014 року. МІС Health24 підключено до Центральної бази даних eHealth, згідно із наказом ДП «Електронне здоров'я» № 6-ГД від 2 квітня 2018-го року. У медичній інформаційній системі Health24 працюють більше 55 тисяч працівників закладів охорони здоров'я усіх форм власності (у тому числі приватні медичні заклади та ФОП), із них, зокрема, близько 12 тисяч лікарів[ангажоване джерело].
З лютого 2021 року компанія «Здоров'я 24» стала правонаслідувачем групи продуктів EMCI, що складається з багатофункціональної медичної інформаційної системи EMCImed та лабораторної інформаційної системи EMCIlab[ангажоване джерело].

## Зміни до Ліцензійних умов
Постанова КМУ № 126 від 16.02.22 передбачає, що всі заклади охорони здоров'я, незалежно від форми власності, мають передавати дані до електронної системі охорони здоров‘я (eHealth)[первинне джерело].
Для того, щоб працювати в eHealth, медичний заклад чи лікар-ФОП мають укласти договір з медичною інформаційною системою[ангажоване джерело].

## Відповідність вимогам
МІС Health24 забезпечує повну інтеграцію із центральним компонентом системи «Електронне здоров'я» МОЗ України. В разі змін у регламенті, функціональності центрального компоненту, додавання нових вимог до МІС — компанія гарантує проведення відповідних розробок та адаптації МІС, згідно із зазначеними змінами.
Health24 першими серед медичних інформаційних систем впровадили функціонал створення медичних висновків про тимчасову непрацездатність, плану лікування та електронних направлень. Лабораторії, що працюють у МІС «Health 24», одні з перших розпочали вносити дані до eHealth для формування COVID-сертифікатів у додатку «Дія»[неавторитетне джерело][неавторитетне джерело].

## Інтеграція з лабораторними системами
У МІС Health24 реалізована можливість інтеграції з лабораторними інформаційними системами Terrallab та EMCIlab. Інтеграція необхідна для автоматизації процесів та передачі даних лабораторної інформаційної системи до Центральної бази даних eHealth[неавторитетне джерело].

## Співпраця з НСЗУ
Через медичну інформаційну систему заклади охорони здоров'я мають змогу укласти договір з Національною службою здоров'я України[ангажоване джерело]. Державні медичні заклади співпрацюють з НСЗУ для отримання виплат, згідно із наданими пакетами послуг. Втім, співпраця з НСЗУ є актуальною для приватних медичних закладів та ФОП, у яких приймають лікарі первинної-медичної допомоги (сімейні лікарі) або для закладів, які надають інші пакети послуг, передбачені Програмою медичних гарантій.